# Ding-dong/glider
『ding-dong/glider』（ディンドン/グライダー）はTOKIOの27作目のシングルで、TOKIOのシングルとしては初のクリスマスソング。2002年12月4日にユニバーサルミュージックから発売された。

## 解説
前作『GREEN』から約5か月ぶりのCDシングルであり、『DR/Only One Song』以来の約1年2か月ぶりの両A面シングルである。また、『メッセージ/ひとりぼっちのハブラシ』以来のオリコン初登場1位獲得作品である。表題曲の一つ「ding-dong」は、長瀬智也が主演を務めたTBS系テレビドラマ『やんパパ』の主題歌。もう一つの表題曲「glider」は、フジテレビ系『メントレG』テーマソングとなっていた。
「ding-dong」のPVで松岡昌宏が初めて監督を担当し、PVには松岡昌宏とのドラマでの共演がきっかけで藤村俊二が出演している。

## 収録曲
1. ding-dong
作詞・作曲：BARGAINS、編曲：KAM
  - TBS系テレビドラマ『やんパパ』主題歌
2. glider
作詞・作曲・編曲:HIKARI
  - フジテレビ系『メントレG』テーマソング
3. ding-dong（Instrumental）
  - 「ding-dong」はイントロがメンバーのアカペラから始まる。歌入り音源から単純にヴォーカルパートを除くと数秒無音状態から始まってしまうため、それを避けてアカペラ後のバンド演奏から収録されている。トラック1の歌入り音源より収録時間が短くなっているのはそのためである。カラオケヴァージョンの名称がこの曲だけ通例と違い、Backing TrackではなくInstrumentalとして区別されている。
4. glider（Backing Track）

## 収録アルバム
| 楽曲          | アルバム   | 発売日        | 規格品番                   | 備考                           |
| ------------- | ---------- | ------------- | -------------------------- | ------------------------------ |
| 「ding-dong」 | 『glider』 | 2003年2月19日 | UPCH-9047（初回盤A）       | 8thアルバム                    |
| 「ding-dong」 | 『glider』 | 2003年2月19日 | UPCH-9048（初回盤B）       | 8thアルバム                    |
| 「ding-dong」 | 『glider』 | 2003年2月19日 | UPCH-1219（通常盤）        | 8thアルバム                    |
| 「glider」    | 『glider』 | 2003年2月19日 | UPCH-9047（初回盤A）       | 8thアルバム アルバムバージョン |
| 「glider」    | 『glider』 | 2003年2月19日 | UPCH-9048（初回盤B）       | 8thアルバム アルバムバージョン |
| 「glider」    | 『glider』 | 2003年2月19日 | UPCH-1219（通常盤）        | 8thアルバム アルバムバージョン |
| 「glider」    | 『HEART』  | 2014年7月16日 | JACA-5420/2（初回限定盤1） | ベストアルバム                 |
| 「glider」    | 『HEART』  | 2014年7月16日 | JACA-5423/5（初回限定盤2） | ベストアルバム                 |
| 「glider」    | 『HEART』  | 2014年7月16日 | JACA-5426/7（通常盤）      | ベストアルバム                 |